# Leo Smit
Leopold (Leo) Smit (født 14. maj 1900 i Amsterdam - død 30. april 1943 i Sobibor, Polen) var en hollandsk komponist, pianist og lærer.
Smit studerede komposition og klaver på Musikkonservatoriet i Amsterdam hos Bernard Zweers og Sem Dresden, og underviste i harmonilærer på denne skole, efter endt uddannelse. Han tog siden til Paris, hvor han levede som freelancekomponist, inspireret af komponister som Igor Stravinskij og Darius Milhaud. Han vendte tilbage til Holland og forsatte som lærer på Musikkonservatoriet i Amsterdam, men blev arresteret af nazisterne og myrdet i Sobibor udryddelseslejr i 1943. Han har skrevet en symfoni, orkesterværker, kammermusik, koncertmusik, balletmusik, klaverstykker etc.

## Udvalgte værker
- Symfoni i C-dur (1936) - for orkester
- Klaverkoncert (1937) - for klaver og blæserorkester
- "Silhuetter" (1925) - for orkester
- Cellokoncert (1937) - for cello og orkester